# Setanta centrosa
Setanta centrosa är en stekelart som först beskrevs av Cresson 1868.  Setanta centrosa ingår i släktet Setanta och familjen brokparasitsteklar. Inga underarter finns listade i Catalogue of Life.